# Broquiers
Broquiers település Franciaországban, Oise megyében. Lakosainak száma 238 fő (2022. január 1.). Broquiers Feuquières, Moliens, Saint-Arnoult, Sarcus és Romescamps községekkel határos.

## Népesség
A település népességének változása:
| Lakosok száma | 235  | 236  | 239  | 242  | 245  | 247  | 252  | 245  | 238  |
|               | 2013 | 2015 | 2016 | 2017 | 2018 | 2019 | 2020 | 2021 | 2022 |